# Euphorbia inconstantia
Euphorbia inconstantia är en törelväxtart som beskrevs av Robert Allen Dyer. Euphorbia inconstantia ingår i släktet törlar, och familjen törelväxter. Inga underarter finns listade i Catalogue of Life.

## Bildgalleri

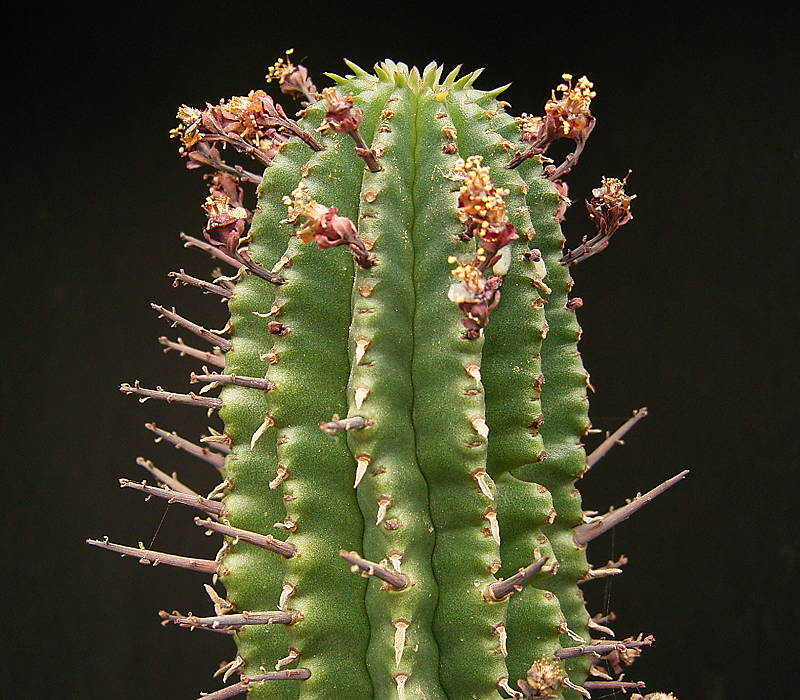
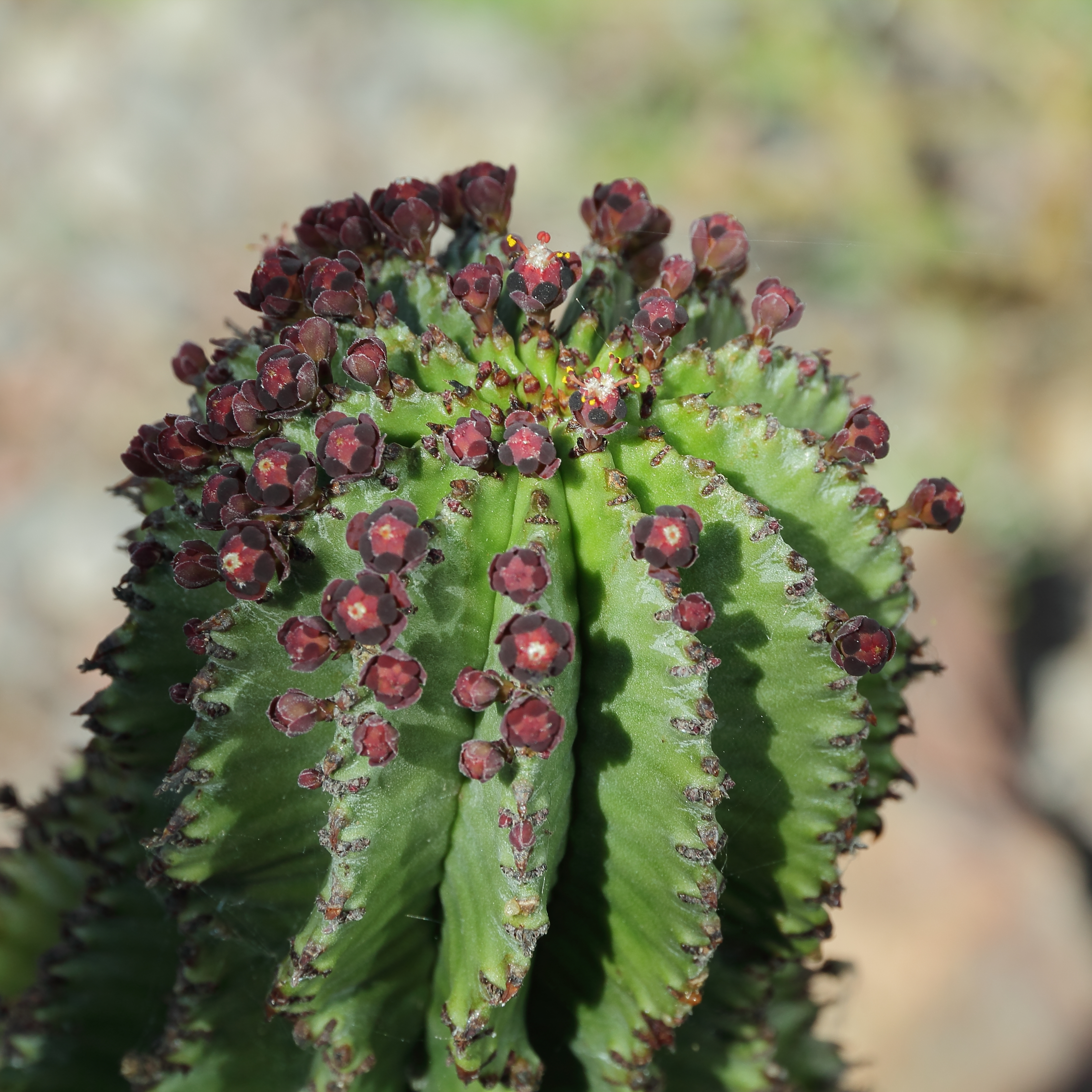
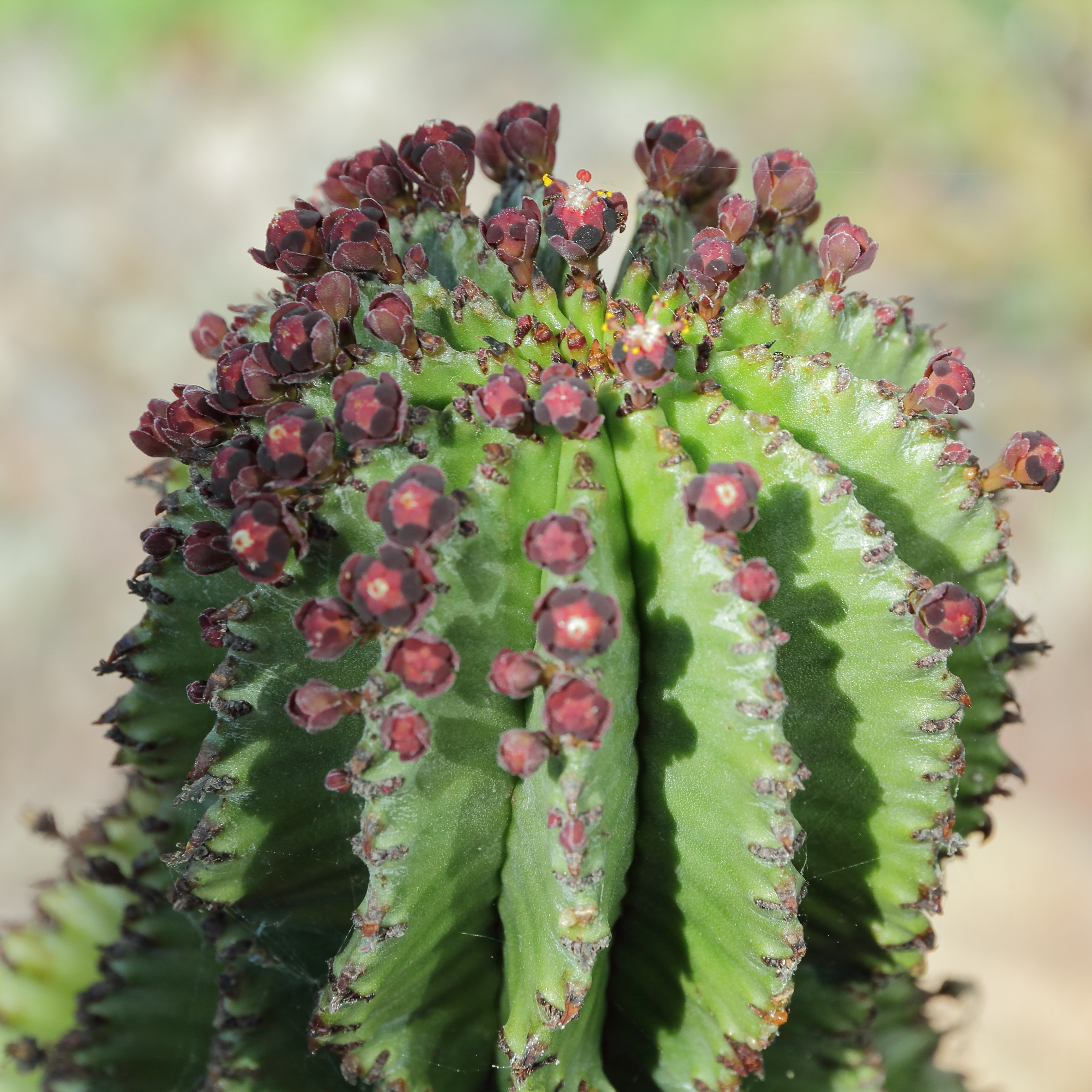
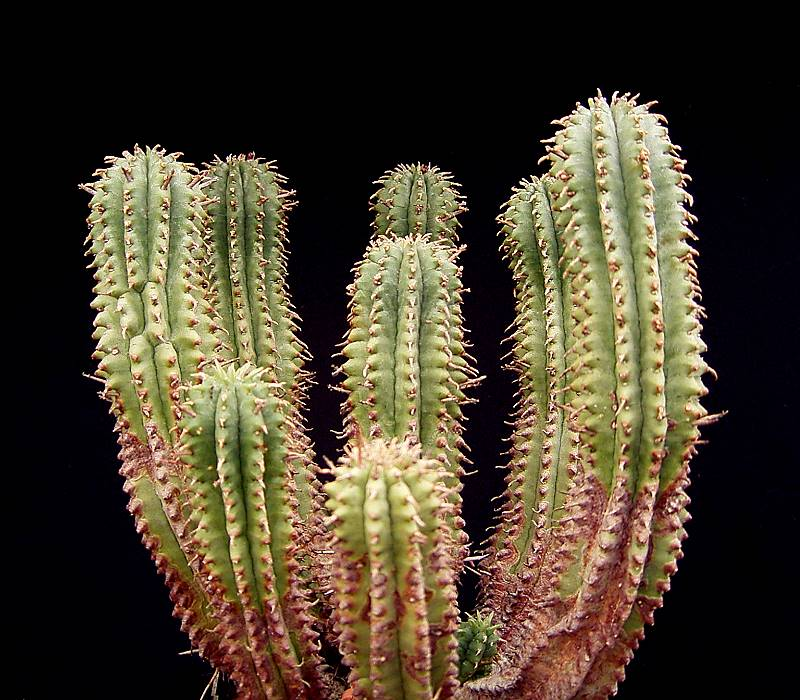
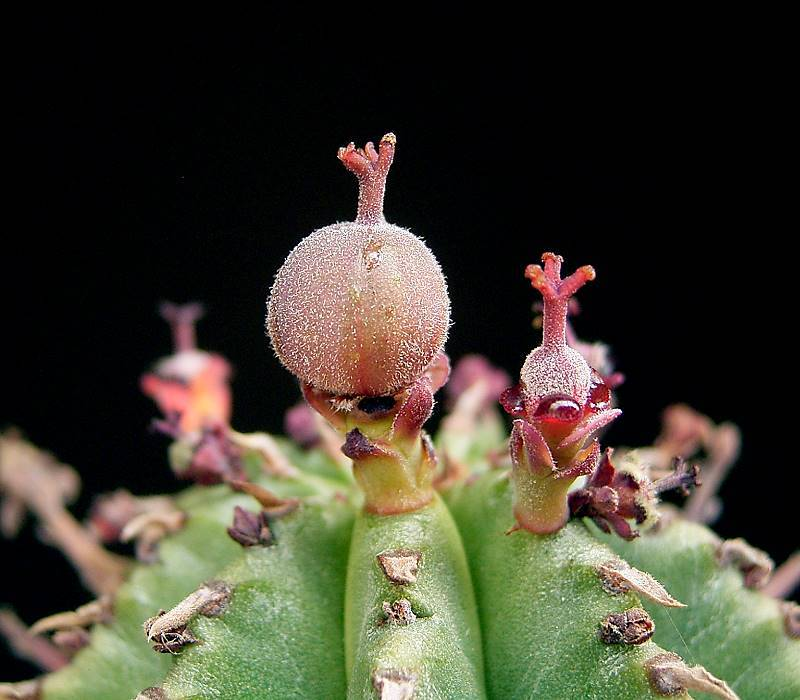
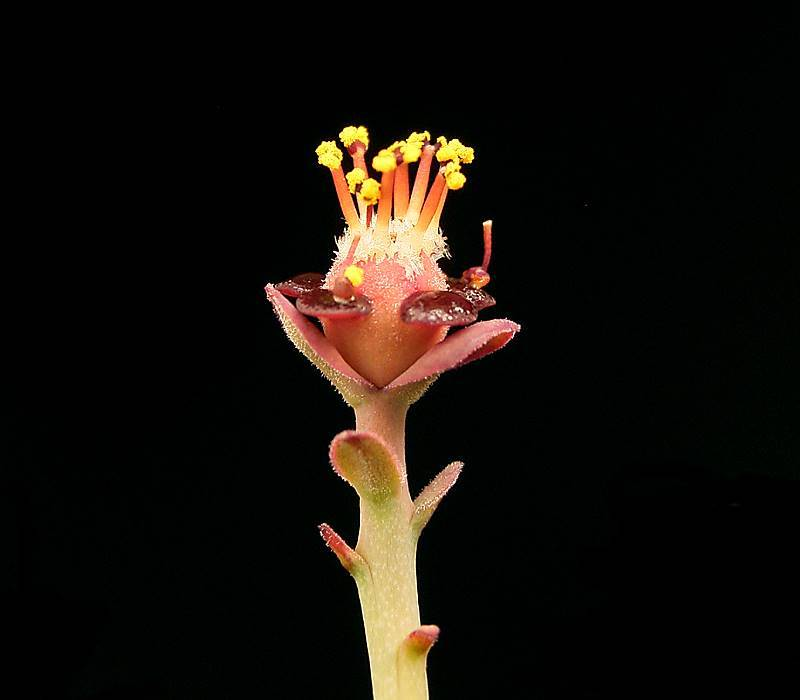